# كولونل روجر براون
كولونل روجر براون (بالإنجليزية: Colonel Roger Brown)‏ هو ضابط أمريكي، ولد في 1749 في فرامينغهام في الولايات المتحدة، وتوفي في 6 مارس 1840.